# El diario de Ana Frank - Un canto a la vida
El diario de Ana Frank - Un canto a la vida è un musical spagnolo del 2008 scritto da Jose Luis Tierno (musiche, testi delle canzoni e libretto) e Jaime Azpilicueta (libretto). Il musical è ispirato al diario di Anna Frank.

## Trama

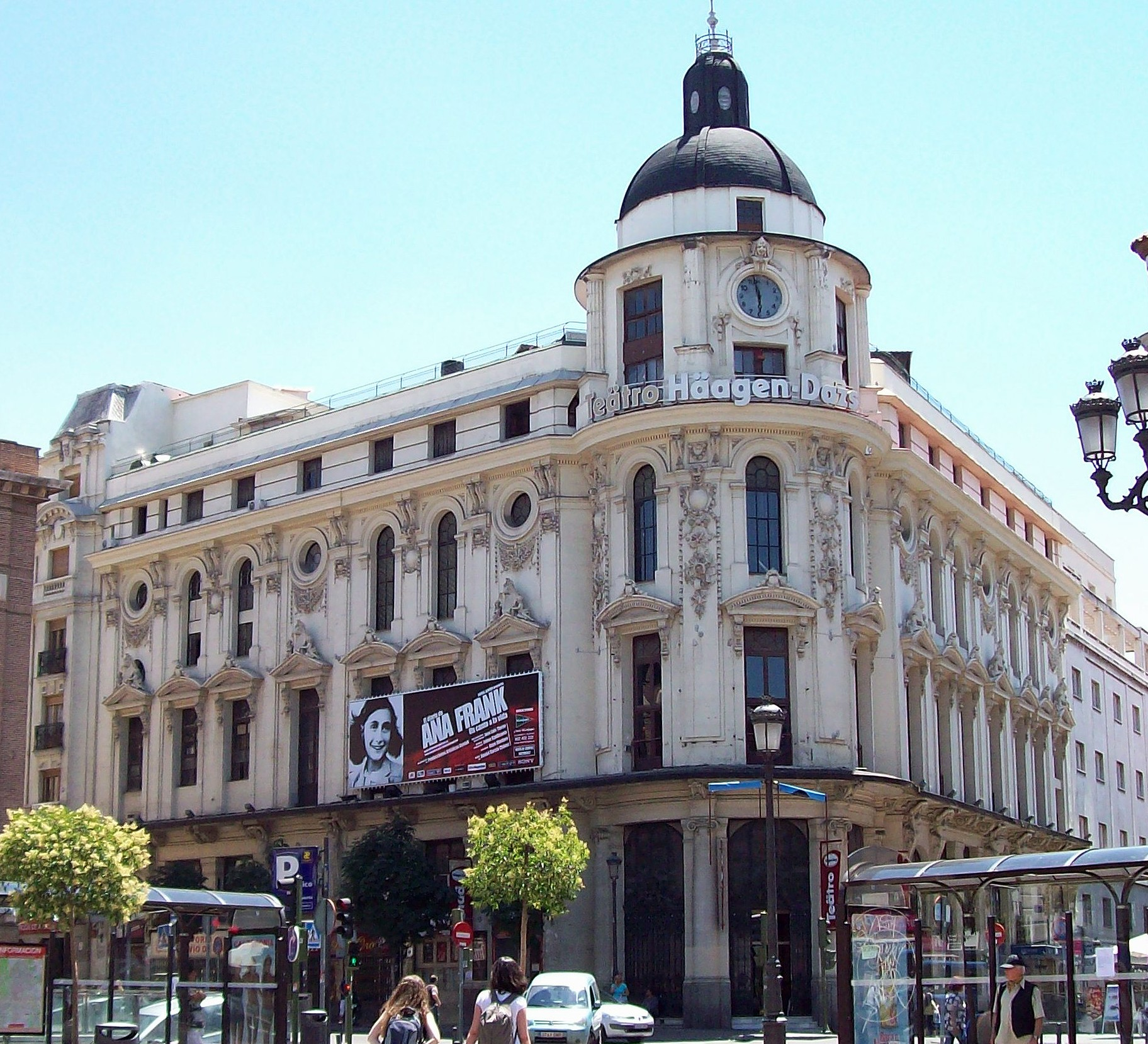
Il teatro Calderón sponsorizza lo spettacolo.

La tredicenne ebrea Anna Frank si nasconde in una casa ad Amsterdam insieme alla sua famiglia e ad alcuni amici per sfuggire alle persecuzioni razziali naziste. Durante i venticinque mesi d'isolamento, Anna racconta al suo diario il timore e l'angoscia di queste otto persone, finché i nazisti scoprono il nascondiglio e li portano in un campo di concentramento in Germania.

## Produzione
L'idea originale nasce nel 1998 al produttore Rafael Alvaro, che dopo dieci anni ottiene il permesso dalla fondazione Anne Frank Fonds di realizzare il primo musical al mondo sulla storia della bambina. Il casting si apre il 24 settembre 2007: la protagonista dell'opera, scelta fra ottocento attori e cantanti selezionati da Internet, è Isabella Castillo, che interpreta Anna. Il budget del musical, che dura circa due ore e presenta ventidue canzoni, è di tre milioni di euro.
Il 4 gennaio 2008 il cast di 22 attori e il regista si reca ad Amsterdam in visita alla casa-museo dedicata ad Anna per delle ricerche; il musical viene rappresentato al Teatro Calderón di Madrid dal 22 febbraio 2008, con l'apertura ufficiale il 28 febbraio 2008. Le funzioni del 16, 17 e 18 luglio 2008 vengono in seguito sospese a causa del mancato pagamento dell'affitto del teatro nei mesi precedenti, portando alla chiusura anticipata del musical, che doveva rimanere in cartello per sei mesi.

## Cast
- Anna Frank - Isabella Castillo
- Otto Frank - Alberto Vázquez
- Edith Holländer-Frank - Silvia de Esteban
- Margot Frank - Rocío León
- Peter Van Daan - Paris
- Signora Van Daan - Marta Valverde
- Signor Van Daan - Juan Carlos Barona
- Signor Dussell - Carlos Olivella
- Kitty - Patricia Arizmendi
- Signora Kleiman - Dalila Colombo
- Bep Voskuijl - Cruz López Cortón
- Miep Gies - Inés León
- Helmuth "Hello" Silberberg - Gonzalo Lisiardi

Altri: María López, Walter Gamberini, Andrés Navarro, Francisco Javier Gonzalez de Lema, Alfonso Arteche, Noemi Mazoy, Cristina Esteban, Concha Momeñe, Jesús Gallo, Edu Monreal, José Linaje.

## Brani musicali
Delle 22 canzoni, le seguenti 17 sono state incluse nel CD venduto all'interno del Teatro Calderón da maggio 2008.
1. Raíces
2. Un sitio en las nubes
3. Tres pantalones
4. Dentro de la casa
5. Disfraces
6. Quiero irme lejos
7. Tenemos que aguantar
8. Escóndete tras de mi
9. Radio querida
10. Odio los domingos
11. Canción Dussel
12. Sigues siendo mi luz
13. Club de Jockey
14. Saltar, reír y bailar
15. My Peter
16. Si Dios me da la vida
17. Jamás

## Accoglienza
Bernard "Buddy" Elias, uno degli ultimi parenti superstiti di Anna Frank e capo della fondazione che detiene i diritti sul diario, protestò contro il musical il giorno della sua presentazione alla stampa, dicendo che la sofferenza della Shoah non era un soggetto adatto per l'intrattenimento: la fondazione cercò di fermare il progetto, ma senza successo poiché il musical non citava direttamente brani del libro.
Il Los Angeles Times scrisse che "La prima metà [...] richiede molto tempo per creare la soffocante claustrofobia dell'isolamento delle famiglie. Il secondo atto prende il ritmo e cresce d'intensità fino alla scoperta e alla deportazione dei Frank". Lo considerò, però, non uniforme perché in alcune parti è commovente e drammatico, mentre in altre lento.